# Charles Edwin Wilbour
Charles Edwin Wilbour (né à Little Compton, Rhode Island, le 17 mars 1833 et mort à Paris le 17 décembre 1896) est un journaliste et égyptologue américain. Il se marie le 18 janvier 1858 avec Charlotte Beebee, née à Norwich, Connecticut, le 2 mars 1830.
Il est l'un des découvreurs des papyrus d'Éléphantine.

## Biographie
Charles E. Wilbour a reçu une éducation classique et est entré à l'université Brown, où il était réputé pour sa connaissance approfondie des langues anciennes et modernes. Ayant appris tout seul la sténographie, il se rend à New York en 1854 et devient journaliste. Il étudie le droit et est admis au barreau en 1859. Les dix-huit années suivantes sont consacrées à des travaux littéraires et journalistiques.
Il est à l’origine de la première traduction en anglais des Misérables de Victor Hugo. Sa traduction est sortie la même année que le texte original, en 1862.
En 1872, il commence l'étude des antiquités égyptiennes, et visite les principales bibliothèques des États-Unis et du Canada.
Au début des années 1870, Wilbour décide de quitter les États-Unis. En 1874, il part à l'étranger et passe beaucoup de temps à consulter les trésors archéologiques du British Museum et les grandes bibliothèques du continent. Il coopère ensuite avec Heinrich Karl Brugsch et Gaston Maspero, accompagnant ce dernier sur cinq expéditions d'exploration sur le Nil.
En 1889, il continue de voyager en Égypte, en utilisant sa propre dahabieh. Lors d'une visite à Assouan, il achète divers papyrus déterrés sur l'île Éléphantine par la population locale, sans comprendre l'importance de sa découverte et, à sa mort dans un hôtel parisien, ses biens, y compris les papyrus, sont mis en dépôt par l'hôtel et non restitués à sa famille pendant près d'un demi-siècle. À la demande de sa veuve, ils sont ensuite donnés au musée de Brooklyn, notamment le Papyrus Brooklyn 35.1446.